# Disappear (chanson de Dream Theater)
Pour les articles homonymes, voir Disappear.
Pistes de Six Degrees of Inner Turbulence
The Great Debate
(4) Six Degrees of Inner Turbulence
(1 [CD2])
Disappear est la cinquième chanson de l'album Six Degrees of Inner Turbulence du groupe de metal progressif Dream Theater. La musique a été composée par John Myung, John Petrucci, Mike Portnoy et Jordan Rudess et les paroles ont été écrites par James LaBrie.

## Apparitions
1. Six Degrees of Inner Turbulence (Album) (2002)
2. Live at Budokan (DVD Live) (2004)
3. Live at Budokan (Album Live) (2004)

## Faits Divers
- C'est la plus courte chanson sur l'album avec ses 6:45, toutefois elle n'est pas la piste la plus courte.
- Le thème de la chanson n'a jamais été précisé, toutefois plusieurs doutent qu'elle parle de la mort et de la façon dont elle nous sépare de ceux qu'on aime.

## Personnel
- James LaBrie - chant
- John Myung - basse
- John Petrucci - guitare
- Mike Portnoy - batterie
- Jordan Rudess - claviers